# Eddy Merckx
Edouard Louis Joseph (Eddy) baron Merckx (Meensel-Kiezegem, 17 juni 1945) is een voormalig Belgisch wielrenner die actief was in de jaren 60 en 70. Hij is met 525 overwinningen op de weg met afstand de beste wielrenner van zijn generatie. Hij won vijf keer de Ronde van Italië, vijf keer de Ronde van Frankrijk, één keer de Ronde van Spanje en werd drie keer wereldkampioen. Daarnaast won hij vrijwel alle klassiekers en brak hij het werelduurrecord. Zijn onstuitbare honger naar overwinningen leverde hem de reputatie en (pejoratieve) bijnaam De kannibaal op. Na zijn carrière richtte hij een fietsenbedrijf op genaamd Eddy Merckx Cycles.

## Biografie

### Jeugd
Eddy Merckx werd geboren in Meensel-Kiezegem als oudste zoon van Jules Merckx en Eugenie "Jenny" Pittomvils en als broer van de tweeling Michel en Micheline. In 1946, toen Merckx één jaar was, verhuisden zijn ouders van Kiezegem naar het overwegend franstalige Sint-Pieters-Woluwe, aan het residentële Goudvinkenplein, waar ze een kruidenierswinkel overnamen en die omdoopten tot 'Maison Merckx'. De familie Merckx was nauw betrokken bij de dramatische gebeurtenissen die tijdens en na de oorlog in het dorp hadden plaatsgevonden. Op vijfjarige leeftijd vervoegde Eddy zijn ouders in Woluwe. Tot die leeftijd woonde hij bij zijn oma Martha Roskin. Tijdens zijn jeugd viel de hyperactieve Merckx op door zijn durf, deugnieterij en sportieve veelzijdigheid. Zo speelde hij onder meer tennis en basketbal en voetbalde hij bij de miniemen van het toenmalige Royal White Star A.C. (1958-1960),, voor die club fusioneerde met Racing White. Als kind keek Merckx erg op naar Stan Ockers en Jacques Anquetil en was hij geobsedeerd door de Ronde van Frankrijk. Tijdens de schoolvakanties organiseerde, en won, de jonge Eddy zelf wedstrijdjes met leeftijdsgenootjes wat hem in Sint-Pieters-Woluwe de bijnaam 'Tour de France' opleverde. Na het lager onderwijs in het Lutgardiscollege van Oudergem zat Merckx in de Latijnse afdeling van het franstalige Koninklijk Atheneum Andreas Vesalius in Etterbeek. Zijn middelbare schoolprestaties waren eerder matig - de jonge Eddy had concentratieproblemen en kon moeilijk stilzitten - en bijgevolg verliet hij op zijn zeventiende het middelbaar onderwijs zonder diploma.

### Wielercarrière

#### 1961-1964
Ondanks tegenkanting van zijn bezorgde moeder Jenny, die voor haar zoon eerder een universitair beroep in gedachten had i.p.v. de gevaarlijke, onzekere stiel als 'coureur', bleef de ambitieuze Merckx, daarin moreel gesteund door zijn strenge vader Jules, vastberaden om met het wielrennen zijn kost te verdienen. Guillaume Michiels, een vriend uit de buurt wiens moeder en broer in de kruidenierszaak werkten, en die later Merckx' vaste verzorger, mechanicien, chauffeur en vertrouweling werd, introduceerde de jonge Merckx bij de gewezen profwielrenner Félicien Vervaecke. Deze oude wielerlegende, die in Laken een fietsenwinkel uitbaatte, legde Eddy een beperkt trainingsschema op en leerde hem de kneepjes van het vak op de wielerbaan van het Sportpaleis van Schaarbeek. Het baanwielrennen was voor Merckx de ideale leerschool om te werken aan zijn trapsnelheid, stuurvaardigheid en positionering in het peloton.
In 1961 sluit Eddy Merckx zich aan bij de nieuwelingen van de KBWB. Zijn eerste wedstrijd reed hij, in een FAEMA-truitje dat hij gekregen had van zijn vriend Michiels, in juli van dat jaar in Laken waar hij zesde eindigde. Later haalt Eddy er de letters af omdat hij geen reclame mocht maken voor profploegen. Op 1 oktober 1961 won hij zijn eerste wielerwedstrijd, een kermiskoers die elk jaar door de wielerclub Pédale Petit-Enghiennoise in Lettelingen werd georganiseerd.
Vanaf 1962 reed Merckx voor wielerclub Evere Kerkhoek Sportief met reclame voor bieren Van Bever. In dat jaar behaalde Merckx de ene overwinning na de andere. Op 15 juli werd hij ook Belgisch Kampioen nieuwelingen op de weg in Libramont.
Ook in 1963 reeg Merckx de overwinningen aan elkaar. In 1964 werd hij in het Franse Sallanches wereldkampioen bij de liefhebbers na alweer een uitstekend seizoen. In zijn tienerjaren leerde Eddy voetballer Paul Van Himst en wielrenner Willy Vekemans kennen, leeftijdsgenoten die later zijn boezemvrienden werden.

#### 1965
Zijn profdebuut maakte Merckx op 29 april 1965 toen hij in het shirt van Solo-Superia deelnam aan de Waalse Pijl. Omdat Merckx pas zijn legerdienst had vervuld en volgens zijn manager Jean Van Buggenhout nog wat tijd nodig had om "conditie te kweken en sterker te worden", liet Van Buggenhout zijn poulain pas starten halfweg het klassieke voorjaarsseizoen. Toch verliep Merckx' debuut in mineur want na een hongerklop gaf hij op 15 km voor de aankomst in Marcinelle op.In oktober 1965 won hij in het Brusselse Heizelstadion met Patrick Sercu het Belgisch Kampioenschap koppelkoers op de baan.
Omwille van de hevige rivaliteit met kopman Rik Van Looy stapte de ambitieuze Merckx al na één jaar over naar Peugeot-BP.

#### 1966-67
In 1966 won hij voor zijn nieuwe ploeg Peugeot zijn eerste van zeven Milaan-San Remo's, een record dat nog steeds niet is geëvenaard. Een jaar later werd hij in Heerlen wereldkampioen wielrennen op de weg, zijn eerste van drie wereldtitels.

#### 1968
In 1968 sloot Merckx zich samen met Martin Van Den Bossche en de West-Vlaamse sprinter Guido Reybrouck aan bij de Italiaanse wielerploeg Faema. Mede dankzij het kopwerk van meesterknecht Van Den Bossche, zoals tijdens de befaamde sneeuwetappe naar de Tre Cime di Lavaredo, won Merckx als eerste Belg de Ronde van Italië, zijn eerste grote ronde. 
In september 1968 etaleerde Merckx zijn kwaliteiten als tijdrijder in de Ronde van Catalonië. Hij won het eindklassement en stak daarmee zijn concurrent Felice Gimondi naar de kroon. Toch was Merckx' eerste jaar bij Faema geen onverdeeld succes. De overwegend Italiaanse renners waren Merckx niet echt genegen en reden liever in functie van hun kopman Vittorio Adorni. Hier kwam verandering in toen Lomme Driessens in 1969 op instigatie van Merckx' manager en zaakwaarnemer Jean Van Buggenhout de nieuwe Faema-ploegleider werd.

#### 1969
In 1969 nam Eddy Merckx als topfavoriet opnieuw deel aan de Giro. Op 2 juni, enkele uren voor de aanvang van de 17de rit en op dat moment stevig in de roze leiderstrui met vier ritzeges, kreeg Merckx het verbod om te starten wegens dopinggebruik na een positieve plas de dag eerder. Merckx, totaal ontredderd, ontkende elke beschuldiging en bleef sindsdien altijd beweren dat men geknoeid had met de test.(Zie verder: Controverse - Doping)
Bijzonder geprikkeld en belust op sportieve revanche na de, volgens hem valse aantijgingen van dopinggebruik in de Giro een maand voordien, won Merckx met glans en voor het eerst de Ronde van Franrijk. Hij won zes ritten, het eindklassement, het puntenklassement én het bergklassement. Merckx kon rekenen op een erg sterke Faema-ploeg, die in tegenstelling tot het voorgaande jaar bijna uitsluitend uit Belgische renners bestond. Naast zijn bergluitenant Martin Van Den Bossche reden ook Guido Reybrouck, Joseph Spruyt, Julien Stevens, Roger Swerts, Georges Vandenberghe, Victor Van Schil en de enige niet-Belg Pietro Scandelli volledig in zijn dienst. De sterkte van de ploeg bleek onder meer uit de overwinning in de ploegentijdrit in Sint-Pieters-Woluwe aan het begin van de Tour. Bovendien was de geprikkelde Merckx na 'de bom van Savona' erg belust op revanche en reed hij de Tour met allure en groot machtsvertoon. In de 17e rit Luchon-Mourenx (een zware bergrit in de Pyreneeën) reed een ontketende Merckx 180 km alleen in de aanval en won hij met meer dan 7 minuten voorsprong. Bij zijn thuiskomst werd Merckx als een held onthaald, omdat het dertig jaar geleden was dat een Belg, met name Sylvère Maes, nog eens de Ronde van Frankrijk had gewonnen.
Op 9 september 1969 kwam Merckx op de piste zwaar ten val tijdens een dernycriterium in Blois. Merckx ontsnapt op het nippertje aan de dood maar zijn gangmaker op de derny Fernand Wambst kwam om het leven. Merckx zelf hield er een gekneusde rugwervel en een verdraaid bekken aan over. Sindsdien verliep het klimmen voor Merckx, dat tot dan toe als vanzelf ging maar nu gepaard ging met lage rugpijn en spanning in de heupen, moeizamer en uitputtender. Om de haverklap begon hij toen de positie van zijn zadel bij te stellen. Des te opmerkelijker is wel dat hij daarna, ondanks deze vervelende blessure, nog een zeer groot aantal wedstrijden wist te winnen.

#### 1970
In 1970 won Eddy Merckx voor de tweede maal de Tour voor Joop Zoetemelk met een zege in de proloog in Limoges en zeven ritoverwinningen.

#### 1971
Vanaf 1971 reed Eddy Merckx voor het Italiaanse Molteni, de ploeg die beeldbepalend werd voor zijn carrière. In de Ronde van Frankrijk laat de Spanjaard Luis Ocana van Bic in de 11de rit Grenoble - Orcières-Merlette Merckx zijn grootste nederlaag lijden. Ocana won de rit van 134 km met negen minuten voorsprong op Merckx, een unieke prestatie. Maar op 12 juli Merckx nam revanche in de veertiende rit Revel - Luchon in stormweer waarin Ocana moest opgeven na een zware valpartij in de afdaling van de Col de Menté.  Jose Manuel Fuente won de rit voor Merckx maar Ocana, die met een helikopter moest worden afgevoerd, werd door het Franse publiek en pers uitgeroepen tot de morele winnaar. Uit respect voor Ocaña weigerde Merckx vier dagen lang de gele trui te dragen, tot de dag dat hij zelf een etappe won, met name de 17de etappe Mont-de-Marsan - Bordeaux, en zich zo waardig genoeg achtte om de trui te dragen. Merckx won de Tour uiteindelijk voor Joop Zoetemelk en Lucien Van Impe.
In 1971 werd Merckx in de Zwitserse stad Mendrisio voor de tweede maal Wereldkampioen op de weg. Merckx eindigde voor Felice Gimondi en Cyrille Guimard. In het jaar 1971 won Merckx zelfs 54 van de 120 wedstrijden die hij reed.

#### 1972

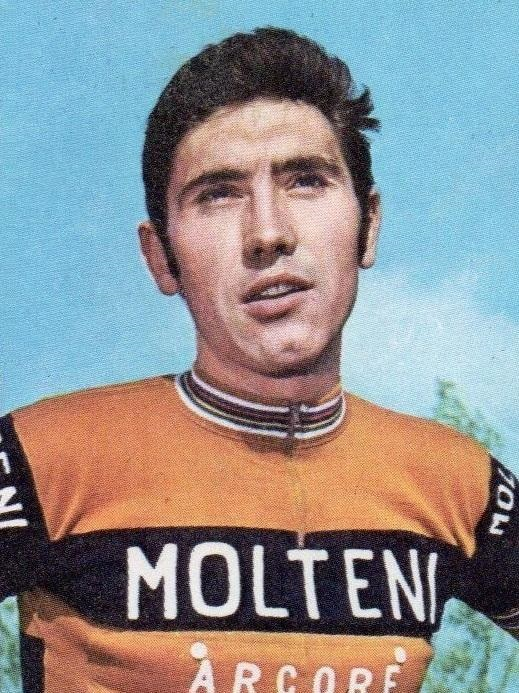
Merckx in 1971

In 1972 won Merckx de klassiekers Milaan-San Remo, Luik-Bastenaken-Luik, Ronde van Lombardije en de Waalse Pijl en voor de vierde keer de gele trui in de Ronde van Frankrijk.
Na een slopend seizoen en ondanks een onvoldoende en korte voorbereiding brak Merckx op 25 oktober 1972 in Mexico-Stad toch het werelduurrecord van de Deen Ole Ritter met 778 meter. Dit record zou pas twaalf jaar later door Francesco Moser op een speciaal ontworpen fiets opnieuw worden gebroken. Tijdens zijn prestatie werd Merckx aangemoedigd door voormalig koning Leopold III, prinses Lilian Baels en hun dochter Marie Esmeralda die toekeken vanuit de tribune. In 2000 besloot de UCI dit record niet langer te erkennen. Het record van Merckx werd in ere hersteld en sindsdien worden verbeteringen alleen erkend wanneer ze worden behaald op een fiets die door de UCI is goedgekeurd.

#### 1973
In 1973 deed Merckx niet mee aan de Ronde van Frankrijk, maar nam hij in plaats daarvan deel aan de Ronde van Spanje. In die Vuelta schreef hij zes ritten en het eindklassement op zijn naam. Ook nam Merckx deel aan de Ronde van Italië. In die Giro won hij de proloog (een duo-tijdrit met Roger Swerts) in Verviers, vijf ritten en het eindklassement.

#### 1974
In 1974 deed Merckx mee aan de Tour de France waar hij de Proloog, 7e, 9e, 10e, 15e, 19e deel b, 21e en 22e etappe won en in de Ronde van Italië won  Merckx de 12e en 21e etappe, hiermee was zijn zgn 3e 'Dubbel', winnen van Tour en Giro een feit. Verder won hij o.a. de Ronde van Zwitserland, werd hij Wereldkampioen op de Weg en diverse 'kleinere' koersen.

#### 1975
1975 was het keerpunt in de wielerloopbaan van Eddy Merckx. In het voorjaar behaalde Merck nog vier klassieke overwinningen. Zo won hij in Meerbeke voor de tweede en laatste maal de Ronde van Vlaanderen met een halve minuut voorsprong op zijn medevluchter Frans Verbeeck en meer dan vijf minuten voorsprong op de rest van het peloton. Merckx reed op 104 kilometer van de aankomst weg met in zijn kielzog een aanklampende Verbeeck. Zijn indrukwekkende machtsvertoon ontlokte bij een uitgeputte Verbeeck na de aankomst in een interview met sportcommentator Fred De Bruyne de gevleugelde woorden: "Het is ongelooflijk, Fred, hoe dat die rijdt. (...) Hij rijdt vijf per uur te snel voor ons. Ik weet niet wat dat is. Hij rijdt eens zo rap als verleden jaar nog."
Maar na een sterk voorjaar keerde het tij tijdens de Ronde van Frankrijk waarin Merckx als gedoodverfde favoriet op zoek ging naar zijn zesde eindoverwinning. In de 14de etappe, tijdens de Alpenrit Aurillac - Puy de Dôme op 11 juli 1975, kreeg Merckx van een gefrustreerde Franse toeschouwer een vuistslag in de lever en moest daardoor de ritwinst laten aan Lucien Van Impe. De wereldkampioen was er weliswaar in geslaagd de leiderstrui te behouden maar moest toch 34 seconden prijsgeven aan zijn grote rivaal en Franse publiekslieveling Bernard Thévenet die nu als tweede in het klassement op minder dan een minuut van Merckx stond. Bovendien had Merckx aan de stomp een pijnlijke, gezwollen blauwe plek in de leverstreek overgehouden. Na de rustdag, in de 15de etappe op 13 juli 1975, tijdens de zware bergrit Nice-Pra Loup, moest een moreel aangeslagen en door bloedverdunners verzwakte Merckx de duimen leggen voor Thévenet. Nadat Merckx op 1 kilometer meter van de top van de Col d'Allos was gedemarreerd en tijdens de laatste, gevaarlijke afdaling zelfs nog anderhalve minuut was uitgelopen, kreeg hij tijdens de slotklim op drie km van de aankomst in Pra Loup plots een zware inzinking. Een zwalpende Merckx werd eerst ingehaald door Felice Gimondi en daarna door een heroplevende Thevenet die de rit won met twee minuten voorsprong en de gele trui overnam van Merckx. Sindsdien staat Thevenet in Frankrijk bekend als Le Tombeur du "cannibale" en nationale held die het einde van het 'Merckx-tijdperk' inluidde.Tijdens de 16de rit op 14 juli van Barcelonnette naar Serre Chevalier, demarreerde een ontketende Thévenet op de Col d'Izoard en smeerde een nochtans strijdbare Merckx nog twee minuten aan in het klassement. Maar nog was niet alle leed geleden want op 15 juli in de 17de rit Valloire - Morzine-Avoriaz liep Merckx nog voor de officiële start, na een banale maar ongelukkige valpartij met Ole Ritter, een dubbele kaakbeenbreuk, een hersenschudding en een geperforeerde sinus op. Merckx overwoog even om Ronde te verlaten maar bleef tegen doktersadvies in, uit eergevoel en om de voorziene (royale) premies voor zijn ploegmaats niet te verliezen, toch de Tour verder uitrijden. Ondanks de moeilijke recuperatie - Merckx kon enkel nog vloeibaar voedsel eten en kampte met slaapproblemen - maar op wilskracht en met behulp van pijnstillers ging Merckx in de volgende ritten vaak in de aanval - zelfs nog in de slotrit op de Champs-Elysées in Parijs - maar kon daarbij slechts enkele tientallen seconden terugwinnen op uitdager Thevenet. Uiteindelijk eindigde Merckx in het klassement nog als tweede, op bijna drie minuten van Thévenet en voor Van Impe. Maar de ontmerckxing was een feit, de anti-merckxisten (vooral in Frankrijk) konden nu opgelucht ademhalen.
De Ronde van 1975 maakte een einde aan het zgn. Merckxisme, Merckx' jarenlange hegemonie in het wielrennen, en was het begin van de herfst van zijn carrière. Merckx was sindsdien steeds vaker ziek, recupereerde moeilijker en sukkelde van het ene kwaaltje naar het andere. Achteraf zou Merckx vaak zeggen dat het uitrijden van die Tour de domste beslissing uit zijn loopbaan was geweest en dat hij zichzelf toen kapotgereden had.

#### 1976
In 1976 is Merckx duidelijk op zijn retour. Hij nam niet deel aan de Ronde van Frankrijk. Hij sukkelde met allerhande kwaaltjes en had voortdurend pijn. Hij behaalde nog 17 overwinningen maar slechts één klassieke overwinning, Milaan-San Remo, en enkele toptien-plaatsen. In de (kleinere) rondes won hij de 2e etappe in Tirreno-Adriatico, de 3e en 4e etappe deel b en het eindklassement in de Catalaanse Week en de proloog van de Ronde van Romandië. Samen met Patrick Sercu won hij ook de ploegkoers van het Belgische kampioenschappen baanwielrennen .

#### 1977
Na een zwak voorseizoen reed een erg gemotiveerde Eddy Merckx in 1977 zijn laatste Ronde van Frankrijk op jacht naar een zesde eindoverwinning. In het tussenseizoen was Merckx overgestapt van de succesrijke Molteni-ploeg naar de speciaal voor hem en de Tour opgerichte Italiaanse Fiat France-team. Merckx, met veel ambitie aan de start vertrokken, moest al van in het begin van de Tour zijn meerdere erkennen tegenover de Duitser Dietrich Thurau die, na diens overwinning in de proloog en een bergrit, de eerste achttien dagen in het geel reed. Toch bleef een ontspannen Merckx, na een tweede plaats in een tijdrit en moreel gesteund door de goede prestaties van zijn ploegmaat Patrick Sercu, positief over zijn winstkansen. Maar in de 17de etappe, in de zware Alpenrit Chamonix-Mont-Blanc - Alpe d'Huez op 19 juli 1977, tijdens de beklimming van de Col du Glandon, kon een leeggereden Merckx niet meer volgen met de favorieten en moet hij meer dan dertien minuten prijsgeven aan ritwinnaar Hennie Kuiper en meer dan tien minuten aan Van Impe. Thévenet verstevigde zijn dag voordien veroverde leidersplaats en Merckx (als 20ste aangekomen) viel in de algemene rangschikking terug naar de negende plaats, op meer dan 16 minuten van Thévenet. Na de aankomst trok Merckx, compleet uitgeput en mentaal gekraakt, zich terug uit de menigte van pers en publiek. De dag later verklaarde hij dat zijn instorting het gevolg was van ziekte (voedselvergiftiging). Dat een opnieuw strijdlustige Merckx in de volgende ritten toch in de aanval ging en daarbij, op wilskracht en eergevoel, nog enkele minuten terugwon op Thévenet leverde hem bij de publieke opinie veel lof en bewondering op. Merckx beëindigde de Tour als zesde, op 12’38 van Thévenet.

#### 1978
In januari 1978 tekende Merckx een nieuw sponsorcontract bij het speciaal voor hem opgerichte wielerteam C&A met als ploeggenoten onder anderen Joseph Bruyère, Ward Janssens, Walter Planckaert, Lucien Van Impe, Jos Deschoenmaecker en Ludo Loos, en als ploegleider de Duitser Rudi Altig. 
Op 19 maart 1978 reed Merckx in Kemzeke met de Omloop van het Waasland zijn laatste officiële wielerwedstrijd op slechts 32-jarige leeftijd. Hij eindigde als twaalfde, net na José De Cauwer, huidig wielercommentator bij de VRT.

### Na het wielrennen

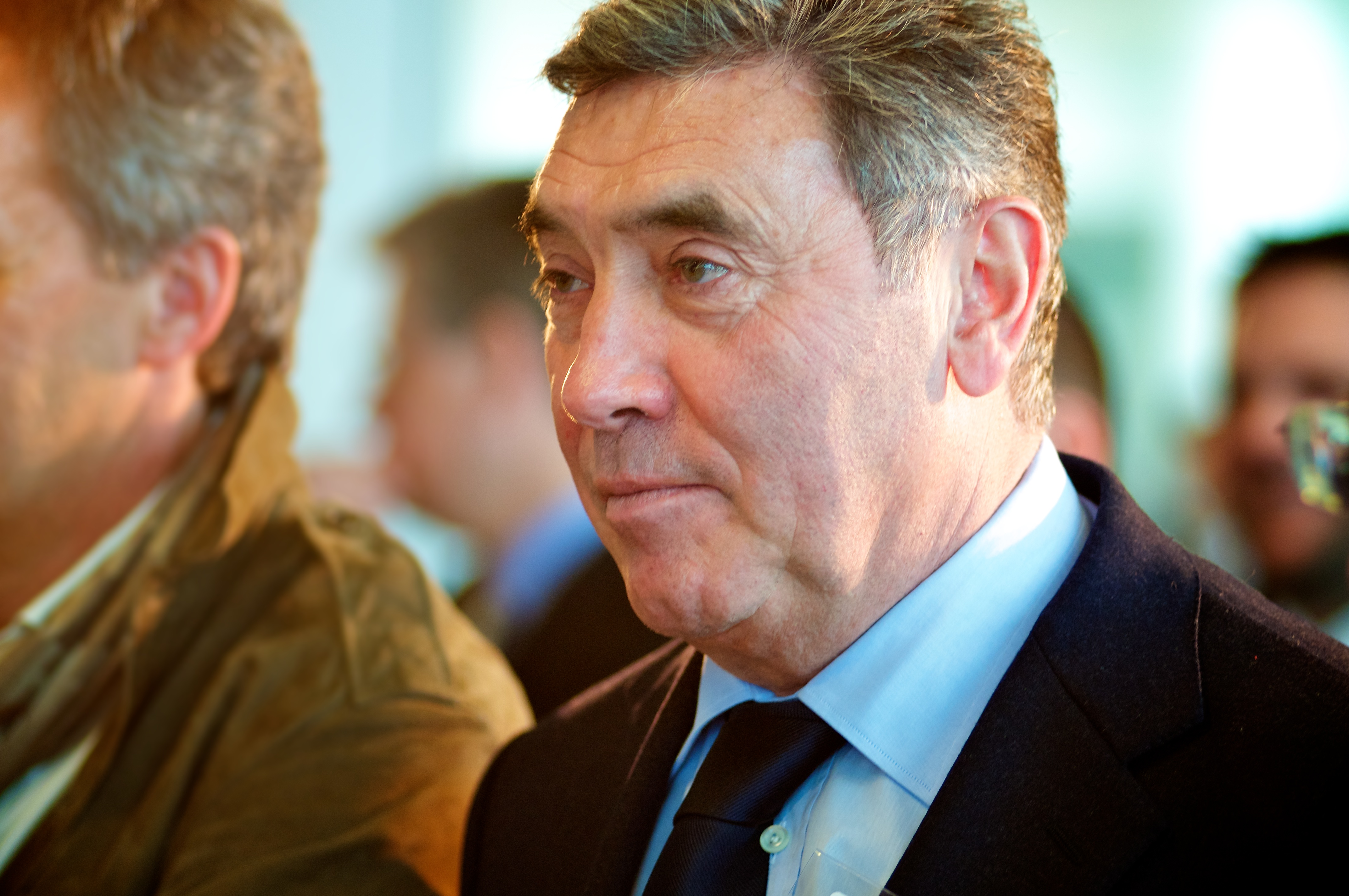
Eddy Merckx in 2011

Op 18 mei 1978 kondigde een mentaal moegestreden Merckx tijdens een persconferentie het definitieve einde van zijn sportieve loopbaan aan.
Om te vermijden dat hij in een zwart gat zou terecht komen en om zijn fysieke conditie nog enigszins op peil te houden mocht Merckx van zijn vriend Paul Van Himst, die net als hij zijn sportcarriere had stopgezet, nog enkele jaren mee voetballen met de veteranen van RSC Anderlecht.
Na een korte periode als ploegleider van C&A richtte hij naast zijn woonplaats in Meise op 28 maart 1980 het gelijknamige fietsbedrijf Eddy Merckx op. Na zijn wielercarrière trad hij ook regelmatig op als commentator bij wielerwedstrijden.
Van 1986 tot 1997 was Eddy Merckx actief als bondscoach van de Koninklijke Belgische Wielerbond. Daar stond hij in voor het bepalen van de selecties en de tactiek voor alle wereldkampioenschappen, Europese kampioenschappen en olympische kampioenschappen waar Belgische wegrenners aan deelnemen.
Van 1989 tot 2001 was Merckx lid van de Raad van Beheer van het Belgisch Olympisch en Interfederaal Comité (BOIC). De laatste vijf jaar was hij er actief als vicevoorzitter. Door toedoen van Pierre-Olivier Beckers trad Merckx in 2005 opnieuw toe het BOIC, ditmaal als voorzitter van het Ontwikkelingscomité van de Belgische Sport (OCBS), de commerciële cel van het BOIC.
Begin 2008 lanceerde hij als ambassadeur de nieuwe campagne van Damiaanactie. Hij kon het werk van de organisatie in de strijd tegen lepra en tuberculose op het terrein in de Democratische Republiek Congo zelf vaststellen.
Op 22 maart 2012 verscheen de Britse biografie Eddy Merckx, The Cannibal, waarin de Italiaanse cardioloog Giancarlo Lavezzaro zegt dat Merckx een bijzondere hartafwijking heeft, zonder symptomen, maar wel met het gevaar van acuut hartfalen. Na de derde rit in de Giro van 1968, nam Lavezzaro een cardiogram af bij de renner, waaruit de hartafwijking duidelijk werd.
In 2017 kondigde het ASO aan dat de Ronde van Frankrijk 2019 in Brussel zou starten en er twee dagen zou blijven om Merckx' vijftigjarige jubileum van zijn eerste van vijf Tourzeges te vieren. De eerste etappe deed ook Sint-Pieters-Woluwe aan, de plaats waar Merckx zijn eerste gele trui veroverde en waar zijn ouders jarenlang een kruidenierszaak runden. Ook werd het honderdjarig bestaan van de gele leiderstrui gevierd.
Op 9 december 2024 brak Eddy Merckx zijn heup bij een val op een spoorovergang tijdens een fietstocht in Hombeek. Hij is geopereerd en kreeg een kunstheup in het algemeen ziekenhuis van Herentals.

### Doping
Merckx werd gedurende zijn wielercarrière drie keer betrapt op het gebruik van doping. Een eerste maal was tijdens de Ronde van Italië van 1969. Op 1 juni 1969 werd Merckx, als drager van de roze leiderstrui, na de aankomst van de zestiende etappe in Savona positief getest op het gebruik van fencamfamine.Op 2 juni 1969, een paar uur voor de start van de 17e etappe, suggereerde een ontredderde en huilende Merckx in een ontluisterend interview met radioreporter Jan Wauters dat hij was geflikt door de Duitse renner Rudi Altig, op aandringen van diens kopman Felice Gimondi.  Zowel in het A-staal als in het B-staal was de concentratie fencamfamine volgens professor Genovese onbetwistbaar uitzonderlijk hoog. Deze dopamineagonist was afkomstig van het stimulerende middel Réactivan, een product dat in die tijd erg populair was in het wielermilieu en het jaar voordien ook in de Giro nog werd teruggevonden bij Felice Gimondi. Bij de contra-expertise, daags na zijn positieve plas, ditmaal op verzoek van Merckx en in aanwezigheid van drie getuigen, werden door de Universiteit van Milaan geen sporen van fencamfamine aangetroffen. Niettemin werd Merckx door de Italiaanse Wielerfederatie geschorst voor één maand. Intussen leidde de hele dopingaffaire tot een heuse politieke en diplomatieke rel tussen België en Italië. Frans Van Mechelen, toenmalig minister van Nederlandse Cultuur en Sport, oefende druk uit op de Italiaanse minister van Buitenlandse Zaken om een grondig onderzoek uit te voeren. Zelfs Pierre Harmel, Belgisch minister van Buitenlandse Zaken, vond het nodig een telegram te sturen naar zijn Italiaanse collega Pietro Nenni met het dringende verzoek 'het mysterie van Savona op te lossen'. En in de Italiaanse Senaat werd de bevoegde minister tweemaal geïnterpelleerd over de wettelijkheid van het Italiaanse dopingreglement. Op 5 juni besliste de BWB op grond van procedurefouten om de schorsingsperiode terug te brengen tot één week. Dit leidde tot grote consternatie bij heel wat andere renners zoals Jean Stablinski en Jan Janssen, die spraken over een ongeoorloofde voorkeursbehandeling en zelfs dreigden met een staking. Uiteindelijk, na heel wat juridisch getouwtrek, besliste de Internationale Wielerunie onder leiding van voorzitter en Tourbaas Félix Lévitan op 14 juni om Merckx 'het voordeel van de twijfel te gunnen' en de eerder uitgesproken schorsing van één maand op te heffen. Zo kon Merckx toch nog op tijd verschijnen aan de start van de Tour op 28 juni.
De tweede keer dat Merckx positief werd bevonden was na zijn overwinning in de Ronde van Lombardije op 13 oktober 1973, toen sporen van norefedrine in zijn urine werden aangetroffen. Pas drie weken later, op 8 november, werden de feiten openbaar gemaakt. Merckx bekende dat zijn ploegdokter Angelo Cavalli hem de hoestsiroop Mucantil had voorgeschreven ter behandeling van een bronchitis, maar beweerde ook niet te weten dat er verboden producten in zaten. Cavalli was ironisch genoeg de arts van de Italiaanse Wielerfederatie die hem vier jaar eerder in Savona positief had bevonden op fencamfamine. Ook nu werd Merckx gediskwalificeerd ten voordele van Gimondi, maar ditmaal kon hij zijn straf van één maand schorsing en een boete van 150.000 lire niet ontlopen.
De derde en laatste keer dat Merckx positief testte was na de Waalse Pijl van 1977, toen hij werd betrapt op het gebruik van pemoline, in het wielermilieu beter bekend onder de merknaam Stimul, een amfetamine dat nog niet lang op de dopinglijst stond. Niet minder dan vierentwintig Belgische wielrenners liepen tegen de dopinglamp, onder wie enkele grote namen zoals Walter Godefroot en Freddy Maertens. Volgens professor en notoir dopingjager Michiel Debackere was Merckx' positieve controle helemaal geen verrassing, vermits zijn broer apotheker was geworden met een thesis over pemoline. In 2007 gaf Merckx het gebruik van dit middel toe.
In 1993 verklaarde Merckx in de Franse sportkrant L'Équipe dat het vaak gebeurde dat, indien hij niet kon plassen bij dopingcontroles, hij urine kreeg van andere renners.Zo hielp Roger De Vlaeminck, tweede geëindigd na een door Merckx gewonnen sprint in de Ronde van Zwitserland op 19 juni 1975, zijn rivaal bij het afleveren van een urinestaal. Toen de dokter even niet keek, goot De Vlaeminck de helft van zijn urine over in het staal van Merckx.
In 2007 werd Merckx, samen met onder anderen Dietrich Thurau, Rudi Altig en Gianni Bugno, niet uitgenodigd om het wereldkampioenschap wielrennen in Stuttgart bij te wonen. Gemotiveerd om het wielrennen voortaan 'zuiver' te houden, wilden de organisatoren komaf maken met iedereen die in het verleden op dopinggebruik was betrapt. De afwijzing lokte bij Merckx heel wat verontwaardiging uit.

### Afgunst
Veel buitenlandse wielersupporters konden het niet verkroppen dat Merckx zo vaak won. Zijn onstuitbare honger naar overwinningen leverde hem de reputatie en de pejoratieve bijnaam De kannibaal op. Naar verluidt zou zijn bijnaam afkomstig zijn uit de mond van het dochtertje van Christian Raymond, Merckx' ploegmaat bij Peugeot, toen die haar vader vroeg wie die Eddy Merckx was. Raymond antwoordde dat het een renner was die alles won en niets voor anderen overliet, ook niet aan ploegmaats. Het meisje zei: "Alors, c’est un cannibale". Raymond introduceerde de term bij journalisten en die gebruikten hem later in artikels en boeken over Merckx. Zelfs Jacques Goddet, de organisator van de Ronde van Frankrijk, vroeg Merckx om in 1973 niet aan zijn wedstrijd deel te nemen. De gevoelens van afgunst en haat, vooral bij de chauvinistische Franse wielerliefhebbers, bereikte een pijnlijk hoogtepunt in 1975, toen Merckx trachtte voor de zesde maal de Tour te winnen. De 55-jarige Franse toeschouwer Nello Breton gaf een (pijnlijke) vuistslag in Merckx' lever tijdens de beklimming van de Puy de Dôme. Breton beweerde de slag niet met opzet te hebben gegeven en zei dat hij geduwd werd en zijn evenwicht wou behouden. Hij werd later veroordeeld tot het betalen van een symbolische schadevergoeding van 1 frank. De Franse publiekslieveling Bernard Thévenet won dat jaar de Tour, Merckx eindigde op de tweede plaats.
Midden jaren zeventig kreeg Eddy Merckx ook felle kritiek omdat hij als sportman reclame had gemaakt voor het sigarettenmerk R6. De avond nadat Merckx in 1972 het werelduurrecord had gebroken vierde hij samen met zijn entourage en meegereisde sportjournalisten een mariachi-feestje in een ontspannen sfeer. Wanneer sportjournalist Jan Van den Berghe (Sport '70) een foto neemt van Merckx met een sigaret in de hand moet de reporter hem beloven dat de foto zeker niet zal gepubliceerd worden. Wanneer de foto van een rokende Merckx een dag later toch in de krant belandt, voelde Merckx zich diep in zijn vertrouwen gekrenkt. Het zou nog jaren duren vooraleer Merckx opnieuw met de reporter in contact trad.

### Verzet en Collaboratie
In 1988 zorgde een uitzending van BRT-docureeks ‘De tijd der Vergelding’ van onderzoeksjournalist Maurice De Wilde voor opschudding. Met name de aflevering “Terreur in het dorp” van 29 april waaruit bleek dat (verre) familieleden van Eddy Merckx actief betrokken waren bij de collaboratie lokte bij de wielerlegende, zelf geboren tijdens de repressie, heel wat verontwaardiging uit. Volgens hem beperkte de ‘zwarte tak’ van zijn familie zich tot de oom en neven van zijn vader en had hijzelf van zijn ouders de middelnaam ‘Louis’ meegekregen als eerbetoon aan zijn oom die in het concentratiekamp van Bergen-Belsen om het leven was gekomen. Bovendien had Maurice De Wilde nagelaten te vermelden dat Merckx’ familie ook een ‘witte’ verzetsvleugel had. Zo was Merckx’ moeder koerier bij de weerstand en werden drie ooms (langs moederskant) van hem door de Duitse bezetter gedeporteerd naar de concentratiekampen. Slechts een van hen keerde levend terug en werd zijn peter.

### Corruptiezaak
Naar aanleiding van een gerechtelijk onderzoek naar een grootschalige fraudezaak bij de politiezone Brussel-Zuid werd Eddy Merckx in maart 2012 door de Brusselse onderzoeksrechter Jean-Claude Van Espen in verdenking gesteld van actieve corruptie (omkoping van een ambtenaar) bij de openbare aanbesteding van 46 fietsen. Op vraag van Merckx zou de Anderlechtse politiecommissaris Philippe Boucar in de offertes van de concurrenten hebben geneusd en hem hun prijzen hebben doorgespeeld. Zo kon Merckx kort daarna een beter, lees goedkoper, geantedateerd bod uitbrengen en alsnog het contract binnenhalen. In ruil zou Merckx Boucar en zijn vrouw gratis of tegen een flinke korting een dure Merckx-fiets hebben gegeven. In februari 2019, vier jaar na het afsluiten van het dossier door de onderzoeksrechter, besliste de Franstalige raadkamer van Brussel om Eddy Merckx en twaalf andere medebeklaagden buiten vervolging te stellen wegens verjaring van de feiten. Een jaar eerder had Merckx zijn fietsenfabriek Eddy Merckx Cycles al overgelaten aan de Belgian Cycling Factory, het bedrijf achter fietsenmerk Ridley.

## Privéleven
Op 5 december 1967 trouwde Eddy Merckx met de Franstalige Claudine Acou, de dochter van ex-wielrenner en toenmalig technisch-directeur bij de KBWB Lucien Acou. Hoewel zowel de burgerlijke als de kerkelijke huwelijksplechtigheden tweetalig verliepen, waren veel Vlamingen boos omdat het jawoord enkel in het Frans werd uitgesproken. Om gelijkaardige communautaire spanningen te vermijden en zijn (deels) beladen familiegeschiedenis indachtig profileert Merckx zich sindsdien graag als een tweetalige modelbelg die trots is op zijn goede relaties met de Belgische dynastie.Zo is Merckx een graag geziene gast in het Kasteel van Argenteuil, de residentie van Leopold III en prinses Lilian. Tijdens een van zijn bezoekjes schenkt hij prinses Esmeralda een fiets. Vanwege zijn Franstalige opleiding in het middelbaar onderwijs en het dialect dat thuis werd gesproken en verliep zijn communicatie in het Nederlands soms wat moeizaam.
Op 14 februari 1970 kregen ze een dochter, Sabrina Merckx, die later trouwde met de Argentijnse proftennisser Eduardo Masso. Uit dit huwelijk werd Merckx' kleinzoon Luca Masso geboren, een professioneel hockeyspeler die Olympisch kampioen werd in 2016 met Argentinië. Op 8 augustus 1972 werd Eddy Merckx' enige zoon Axel Merckx geboren, die later ook profwielrenner zou worden. Diens Belgisch-Canadese dochter Axana behaalde op 17 mei 2019 twee gouden medailles op het open Belgisch kampioenschap zwemmen, één op de 200 meter rugslag en één op de 400 meter wisselslag.

## Palmares
Men neme de benen van Merckx, het hoofd van Merckx, de spieren van Merckx, het hart van Merckx en de zegedrift van Merckx.— Jacques Anquetil beschrijft de ideale wielrenner

### Erelijst

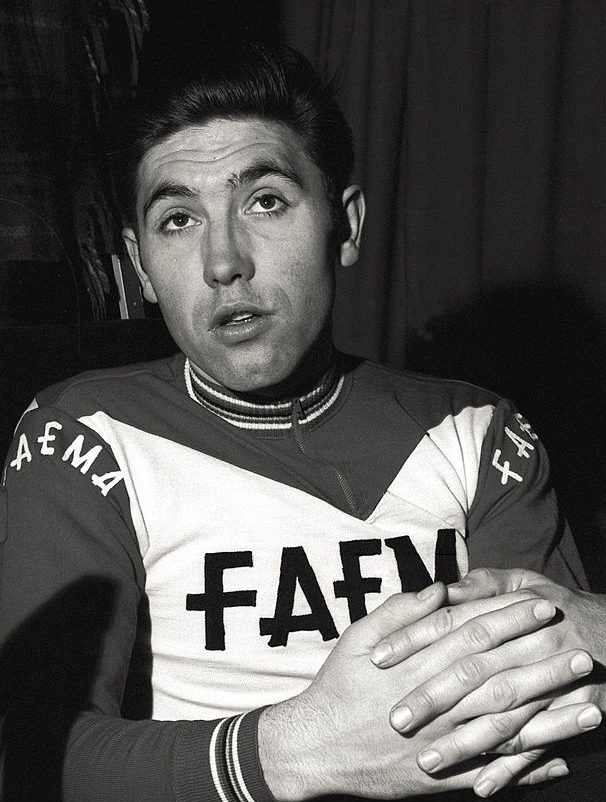
Eddy Merckx in 1969

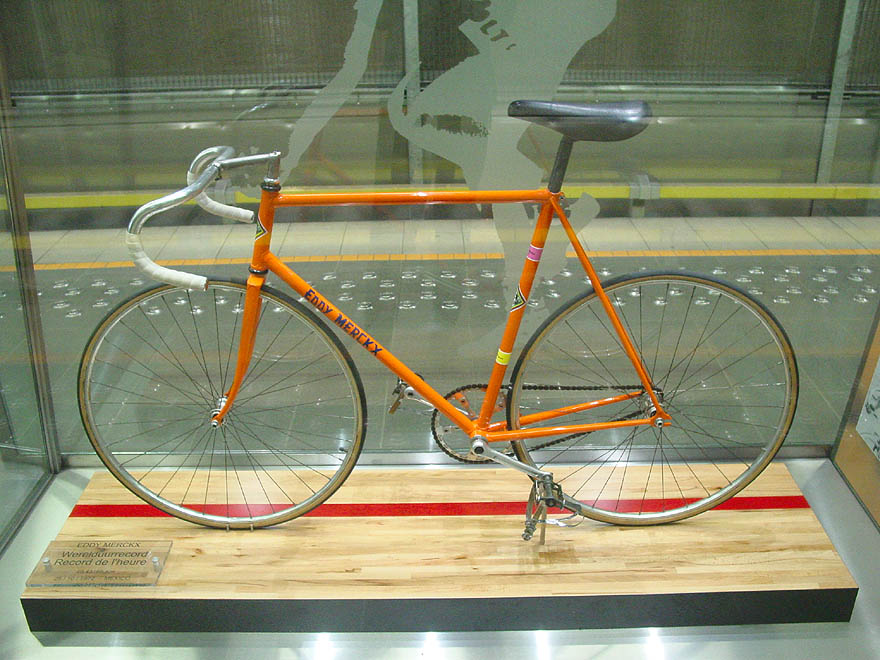
De fiets waarop Eddy Merckx in 1972 het werelduurrecord behaalde

Van de 1800 wegwedstrijden die Eddy Merckx reed, won hij er 521, waaronder 442 van de 1582 als beroepsrenner. Daarnaast won hij ook 98 baanwedstrijden en 2 veldritten.
Grote Rondes
- 5x  Ronde van Frankrijk: 1969, 1970, 1971, 1972, 1974
  - 3x  Puntenklassement: 1969, 1971, 1972
  - 2x  Bergklassement: 1969, 1970
  - 4x  Strijdlustklassement: 1969, 1970, 1974, 1975
  - 5x  Combinatieklassement: 1969, 1970, 1971, 1972, 1974
  - 34 etappezeges
- 5x  Ronde van Italië: 1968, 1970, 1972, 1973, 1974
  - 2x  Puntenklassement: 1968, 1973
  - 1x  Bergklassement: 1968
  - 24 etappezeges
- 1x  Ronde van Spanje: 1973
  - 1x  Puntenklassement: 1973
  - 1x  Combinatieklassement: 1973
  - 6 etappezeges

Monumenten
- 7× Milaan-San Remo: 1966, 1967, 1969, 1971, 1972, 1975, 1976
- 2× Ronde van Vlaanderen: 1969, 1975
- 3× Parijs-Roubaix: 1968, 1970, 1973
- 5× Luik-Bastenaken-Luik: 1969, 1971, 1972, 1973, 1975
- 2× Ronde van Lombardije: 1971, 1972

Kampioenschappen
- 3x  wereldkampioenschap op de weg: 1967, 1971, 1974
- 2x  Europees kampioenschap ploegkoers: 1970, 1978
- 1x  Europees kampioenschap omnium: 1975
- 1x  Belgisch kampioenschap op de weg: 1970
- 6x  Belgisch kampioenschap ploegkoers: 1966, 1967, 1968, 1974, 1975, 1976

### Resultaten in voornaamste wedstrijden
| Jaar | Ronde van Italië | Ronde van Frankrijk | Ronde van Spanje |
| ---- | ---------------- | ------------------- | ---------------- |
| 1965 |                  |                     |                  |
| 1966 |                  |                     |                  |
| 1967 | 9e (2)           |                     |                  |
| 1968 | ↑ (3)            |                     |                  |
| 1969 | uitgesloten (4)  | ↑ (6)               |                  |
| 1970 | ↑ (3)            | ↑ (8)               |                  |
| 1971 |                  | ↑ (4)               |                  |
| 1972 | ↑ (4)            | ↑ (6)               |                  |
| 1973 | ↑ (6)            |                     | ↑ (6)            |
| 1974 | ↑ (2)            | ↑ (8)               |                  |
| 1975 |                  | ↑ (2)               |                  |
| 1976 | 8e               |                     |                  |
| 1977 |                  | 6e                  |                  |

| Jaar | Milaan-San Remo | Gent-Wevelgem | Ronde van Vlaanderen | Parijs-Roubaix | Amstel Gold Race | Luik-Bast.‑Luik | Ronde van Lombardije | Omloop Het Volk | Waalse Pijl | Rund um den Henninger-Turm |  | WK op de weg |  | Wereldranglijsten |
| ---- | --------------- | ------------- | -------------------- | -------------- | ---------------- | --------------- | -------------------- | --------------- | ----------- | -------------------------- |  | ------------ |  | ----------------- |
| 1965 |                 |               |                      |                |                  |                 |                      |                 |             |                            |  | 29e          |  |                   |
| 1966 | ↑               | 9e            | opgave               | 15e            |                  | 8e              | ↑                    | Brons           |             |                            |  | 12e          |  | 6e (SPP)          |
| 1967 | ↑               | Goud          | ↑                    | 8e             | 16e              | ↑               | 7e                   |                 | Goud        | 7e                         |  | ↑            |  | (SPP)             |
| 1968 | 31e             | 9e            | 9e                   | ↑              |                  |                 | ↑                    |                 |             |                            |  | 8e           |  | 4e (SPP)          |
| 1969 | ↑               |               | ↑                    | ↑              | ↑                | ↑               |                      |                 | 5e          |                            |  |              |  | (SPP)             |
| 1970 | 8e              | Goud          | ↑                    | ↑              | 8e               | ↑               | 4e                   | 7e              | Goud        | 8e                         |  |              |  | (SPP)             |
| 1971 | ↑               | 14e           | 75e                  | 5e             |                  | ↑               | ↑                    | Goud            |             | Goud                       |  | ↑            |  | (SPP)             |
| 1972 | ↑               | Brons         | 7e                   | 7e             |                  | ↑               | ↑                    | Brons           | Goud        | Zilver                     |  | 4e           |  | (SPP)             |
| 1973 |                 | Goud          | ↑                    | ↑              | ↑                | ↑               | ↑                    | Goud            | Zilver      |                            |  | 4e           |  | (SPP)             |
| 1974 |                 | Zilver        | ↑                    | 4e             |                  |                 | ↑                    | 6e              |             | Zilver                     |  | ↑            |  | (SPP)             |
| 1975 | ↑               | 6e            | ↑                    | ↑              | ↑                | ↑               | 6e                   | 6e              | ↑           | 7e                         |  | 8e           |  | (SPP)             |
| 1976 | ↑               | 10e           | 17e                  | 6e             |                  | 6e              |                      | 15e             | 4e          | 7e                         |  | 5e           |  | 4e (SPP)          |
| 1977 | 96e             |               |                      | 11e            | 9e               | 6e              |                      | 5e              |             |                            |  | 33e          |  | 24e (SPP)         |

### Overwinningen

#### Wegwielrennen
1965 – 9 zeges
- GP Stad Vilvoorde
- Omloop van het Houtland
- Itterbeek
- Wezembeek
- Kessel-Lo
- Ronse
- Nederbrakel
- Wezet
- Sint Jansteen

1966 – 21 zeges
- Milaan-San Remo
- GP Pino Cerami
- Vorst-Meulebeke
- Helchteren
- Rousiès
- 2e etappe GP du Midi-Libre
- Denderleeuw
- tijdrit criterium Aalst
- GP Rumes
- 3e en 4e etappe Circuit du Morbihan
- Eindklassement Circuit du Morbihan
- Druivenkoers Overijse
- Boucles de l'Aulne
- Kampioenschap van Vlaanderen
- Viane
- Circuit des frontières
- Puteaux
- Montjuich deel a
- Montjuich deel b
- Trofeo Baracchi

1967 – 28 zeges
- 6e en 7e etappe Ronde van Sardinië
- 2e en 6e etappe Parijs-Nice
- Milaan-San Remo
- Camors
- Gent-Wevelgem
- GP Salvarani
- GP Tournaisis
- Waalse Pijl
- Tour du Condroz
- Simpelveld
- 12e en 14e etappe Ronde van Italië
- Enter
- La Clayette
- tijdrit criterium Sint-Lambrechts-Woluwe
- De Panne
- Sint-Lenaarts
- Omloop der Zennevallei
- Liedekerke
- Liedekerke (dernyreeks)
- Wereldkampioenschap op de weg
- Armentières
- 3e etappe Parijs-Luxemburg
- Nationale Sluitingsprijs
- Criterium der Azen
- Trofeo Baracchi

1968 – 33 zeges
- 1e en 5e etappe deel b Ronde van Sardinië
- Eindklassement Ronde van Sardinië
- Romano-Lombardo
- 3e etappe Catalaanse Week
- 2e etappe Ronde van België
- Parijs-Roubaix
- 1e etappe deel b Ronde van Romandië
- Eindklassement Ronde van Romandië
- 1e, 2e deel a, 8e en 12e etappe Ronde van Italië
- Eindklassement Ronde van Italië
- Cinisello
- Salsomaggiore
- La Clayette
- Bornem
- Sint-Lambrechts-Woluwe rit in lijn
- Sint-Lambrechts-Woluwe tijdrit
- De Panne
- Ohain
- Ronde van de Drie Valleien
- Alsemberg
- Malderen
- 2e en 6e etappe deel b Ronde van Catalonië
- Eindklassement Ronde van Catalonië
- Pieve di Soligo
- GP Lugano
- Dwars door Lausanne deel a
- Dwars door Lausanne deel b
- Dwars door Lausanne

1969 – 44 zeges
- Aix en Provence
- 3e, 4e en 5e etappe Ronde van Valencia
- Eindklassement Ronde van Valencia
- 2e, 3e deel b en 7e etappe deel b Parijs-Nice
- Eindklassement Parijs-Nice
- Milaan-San Remo
- Ronde van Vlaanderen
- 2e etappe deel b Ronde van Majorca
- Luik-Bastenaken-Luik
- Yvetot
- La Trimouille
- Vorst-Meulebeke
- 3e, 4e, 7e en 15e etappe Ronde van Italië
- GP Ottignies
- 6e, 8e deel a, 11e, 15e, 17e en 22e etappe deel b Ronde van Frankrijk
- Eindklassement Ronde van Frankrijk
- Criterium van Aalst
- Sint-Lambrechts-Woluwe in lijn
- Guerlesquin
- Remiremont
- Chateauchinon
- 2e etappe Parijs-Luxemburg
- Eindklassement Parijs-Luxemburg
- Londerzeel
- Saussignac
- Moorslede
- Auvelais
- Schaarbeek
- Alès
- Circuit de l'Aulne
- Scorzè

1970 – 52 zeges
- 2e en 5e etappe deel a Ronde van Sardinië
- Sanary
- 3e, 7e deel b en 8e etappe deel b Parijs-Nice
- Eindklassement Parijs-Nice
- Col San Martino
- Gent-Wevelgem
- 1e deel b en 3e etappe deel b Ronde van België
- Eindklassement Ronde van België
- Parijs-Roubaix
- Waalse Pijl
- Lorient
- 2e, 7e en 9e etappe Ronde van Italië
- Eindklassement Ronde van Italië
- Villafranca
- Caen
- Belgisch kampioenschap op de weg
- Proloog, 7e deel a, 10e, 11e deel a, 12e, 14e, 20e deel b en 23e etappe Ronde van Frankrijk
- Eindklassement Ronde van Frankrijk
- Ronse
- Sint-Lambrechts-Woluwe tijdrit
- Seignelay
- Vailly sur Sauldre
- Saint-Cyprien
- Bilzen
- Sint-Niklaas
- Bussières
- Varilhes
- GP Union Dortmund
- Fabriano
- Castelfranco
- Chateaugiron
- Puy de Dôme
- Montjuich deel b
- Montjuich
- Criterium der Azen
- Coppa Agostoni
- Dwars door Lausanne deel b
- Dwars door Lausanne
- Bastia

1971 – 54 zeges
- 1e, 3e deel a en 5e etappe Ronde van Sardinië
- Eindklassement Ronde van Sardinië
- Proloog, 2e deel b en 8e etappe deel b Parijs-Nice
- Eindklassement Parijs-Nice
- Milaan-San Remo
- Omloop Het Volk
- 1e, 2e en 4e etappe Ronde van België
- Eindklassement Ronde van België
- Luik-Bastenaken-Luik
- Rund um den Henninger-Turm
- Le Creusot deel a
- Le Creusot deel b
- Le Creusot
- 1e en 5e etappe deel b Dauphiné-Libéré
- Eindklassement Dauphiné-Libéré
- La Souterraine
- 1e en 3e etappe GP du Midi-Libre
- Eindklassement GP du Midi-Libre
- GP Città di Camaiore
- 2e, 13e, 17e en 20e etappe Ronde van Frankrijk
- Eindklassement Ronde van Frankrijk
- Criterium van Aalst
- De Panne
- Badia a Settimo
- Ghedi
- Sint-Lenaarts
- Caorle
- Bilzen
- Cronostaffetta deel c
- Poperinge
- Stadsprijs Geraardsbergen
- Wereldkampioenschap op de weg
- Voghera
- Villafranca
- Beek
- Viane
- Montjuich deel a
- Montjuich deel b
- Montjuich
- Baden-Baden (met Herman Vanspringel)
- Bilbao
- Ronde van Lombardije
- Cordenons

1972 – 50 zeges
- Proloog, 2e en 5e etappe Parijs-Nice
- Milaan-San Remo
- Brabantse Pijl
- Luik-Bastenaken-Luik
- Waalse Pijl
- GP de Momignies
- 12e, 14e, 16e en 19e etappe deel b Ronde van Italië
- Eindklassement Ronde van Italië
- Castelfranco
- Zomergem
- Boulogne sur Mer
- Proloog, 5e deel b, 8e, 13e, 14e en 20e etappe deel a Ronde van Frankrijk
- Eindklassement Ronde van Frankrijk
- Ronse
- Sint-Lambrechts-Woluwe
- Scheldeprijs
- Tienen
- GP Union Dortmund
- Quiberon
- Brustem
- Rummen
- Zingem
- Plélan le Petit
- Voghera
- Ronde van Piemonte
- GP Mendrisio
- Ougrée
- Maldegem
- Beernem
- Montjuich deel a
- Montjuich deel b
- Montjuich
- GP Magne
- Ronde van Emilia
- Ronde van Lombardije
- Dwars door Lausanne deel a
- Dwars door Lausanne deel b
- Dwars door Lausanne
- Sallanches
- Trofeo Baracchi

1973 – 50 zeges
- Trofeo Laigueglia
- 4e etappe deel a Ronde van Sardinië
- Eindklassement Ronde van Sardinië
- Omloop Het Volk
- Proloog Parijs-Nice
- Gent-Wevelgem
- Amstel Gold Race
- Parijs-Roubaix
- Luik-Bastenaken-Luik
- Proloog, 8e, 10e, 15e deel b, 16e en 17e etappe deel b Ronde van Spanje
- Eindklassement Ronde van Spanje
- Proloog, 1e, 4e, 8e, 10e en 18e etappe Ronde van Italië
- Eindklassement Ronde van Italië
- Montesummario
- Evergem
- Maggiora
- Pavullo
- Nandrin
- Merchtem
- Sint-Lambrechts-Woluwe
- De Panne
- Londerzeel
- Moorslede
- Wilrijk
- Sint-Lenaarts
- Montecampione deel b (tijdrit)
- Montecampione
- Cronostaffetta deel a
- Misano
- Heusden
- Roccastrada
- 1e etappe GP Fourmies
- Eindklassement GP Fourmies
- Parijs-Brussel
- Luik
- Jeumont
- Grote Landenprijs
- Dwars door Lausanne deel a
- Dwars door Lausanne deel b
- Dwars door Lausanne

1974 – 36 zeges
- Trofeo Laigueglia
- Proloog, 1e en 5e etappe Parijs-Nice
- Tavarnelle
- GP de Momignies
- 12e en 21e etappe Ronde van Italië
- Eindklassement Ronde van Italië
- Proloog, 2e en 9e etappe deel b Ronde van Zwitserland
- Eindklassement Ronde van Zwitserland
- Proloog, 7e, 9e, 10e, 15e, 19e deel b, 21e en 22e etappe Ronde van Frankrijk
- Eindklassement Ronde van Frankrijk
- Londerzeel
- Moorslede
- Rijmenam
- Heusden
- Ninove
- Wereldkampioenschap op de weg
- Poperinge
- Criterium der Azen Nogara
- Malderen
- Knokke-Heist
- Hendrik-Ido-Ambacht
- Montjuich deel a
- Montjuich deel b
- Montjuich

1975 – 37 zeges
- 2e etappe Ronde van Sardinië
- Eindklassement Ronde van Sardinië
- Monte Urpino
- Proloog en 5e etappe Parijs-Nice
- Milaan-San Remo
- Amstel Gold Race
- 3e etappe deel b Catalaanse Week
- Eindklassement Catalaanse Week
- Ronde van Vlaanderen
- Luik-Bastenaken-Luik
- Pogny
- 2e en 5e etappe deel b Ronde van Romandië
- Kopenhagen
- Woerden
- 4e etappe Ronde van Zwitserland
- 6e en 9e etappe deel b Ronde van Frankrijk
- Ronse
- Callac
- Rijmenam
- Chateauchinon
- Heusden
- Wilrijk
- Plancoet
- Eeklo
- Oostduinkerke
- Druivenkoers Overijse
- Valkenburg
- Circuit de l'Aulne
- Retie
- Sindelfingen
- Koppeltijdrit (met Van Impe) klimkoers Montjuich
- Montjuich deel b
- Montjuich
- Châteauroux

1976 – 15 zeges
- 2e etappe Tirreno-Adriatico
- Milaan-San Remo
- 3e en 4e etappe deel b Catalaanse Week
- Eindklassement Catalaanse Week
- Omloop Leiedal
- Proloog Ronde van Romandië
- De Panne
- Evergem-Belsele
- Berlijn
- Tienen
- Quiberon
- Assebroek
- Brasschaat
- Bourges

1977 – 17 zeges
- Aix en Provence
- Eindklassement Ronde van de Middellandse Zee
- 4e etappe Parijs-Nice
- Camors
- Saint-Claude
- Tour du Condroz
- Ronde van Boxmeer
- Berlijn
- 5e etappe Ronde van Zwitserland
- Alsemberg
- Neufchatel en Bray
- Nice
- Bain de Bretagne
- Lannion
- Athus
- Retie
- Kluisbergen

Totaal: 442 zeges

#### Baanwielrennen
| Jaar   | BK         | EK         | Zesdaagsen | Totaal aantal zeges |
| ------ | ---------- | ---------- | --- | ------------------- |
| 1965   |            |            | Gent (met Patrick Sercu) | ...                 |
| 1966   | Ploegkoers |            | | ...                 |
| 1967   | Ploegkoers |            | Gent (met Patrick Sercu) | ...                 |
| 1968   | Ploegkoers |            | Charleroi (met Ferdinand Bracke) | ...                 |
| 1969   |            |            | | ...                 |
| 1970   |            | Ploegkoers | | ...                 |
| 1971   |            |            | Milaan (met Julien Stevens) | ...                 |
| 1972   |            |            | | ...                 |
| 1973   |            |            | Dortmund (met Patrick Sercu) Grenoble (met Patrick Sercu)                                                                                  | ...                 |
| 1974   | Ploegkoers |            | Antwerpen (met Patrick Sercu) | ...                 |
| 1975   | Ploegkoers | Omnium     | Gent (met Patrick Sercu) Antwerpen (met Patrick Sercu) Grenoble (met Patrick Sercu)                                                        | ...                 |
| 1976   | Ploegkoers |            | Antwerpen (met Patrick Sercu) Rotterdam (met Patrick Sercu)                                                                                | ...                 |
| 1977   |            |            | Berlijn (met Patrick Sercu) Gent (met Patrick Sercu) Maastricht (met Patrick Sercu) München (met Patrick Sercu) Zürich (met Patrick Sercu) | ...                 |
| 1978   |            | Ploegkoers | | ...                 |
|        |            |            | |                     |
| Totaal | 6          | 3          | 17 | 98                  |

#### Veldrijden
1970 – 1 zege
- Eeklo

1971 – 1 zege
- Mazé

Totaal: 2 zeges

## Eerbewijzen

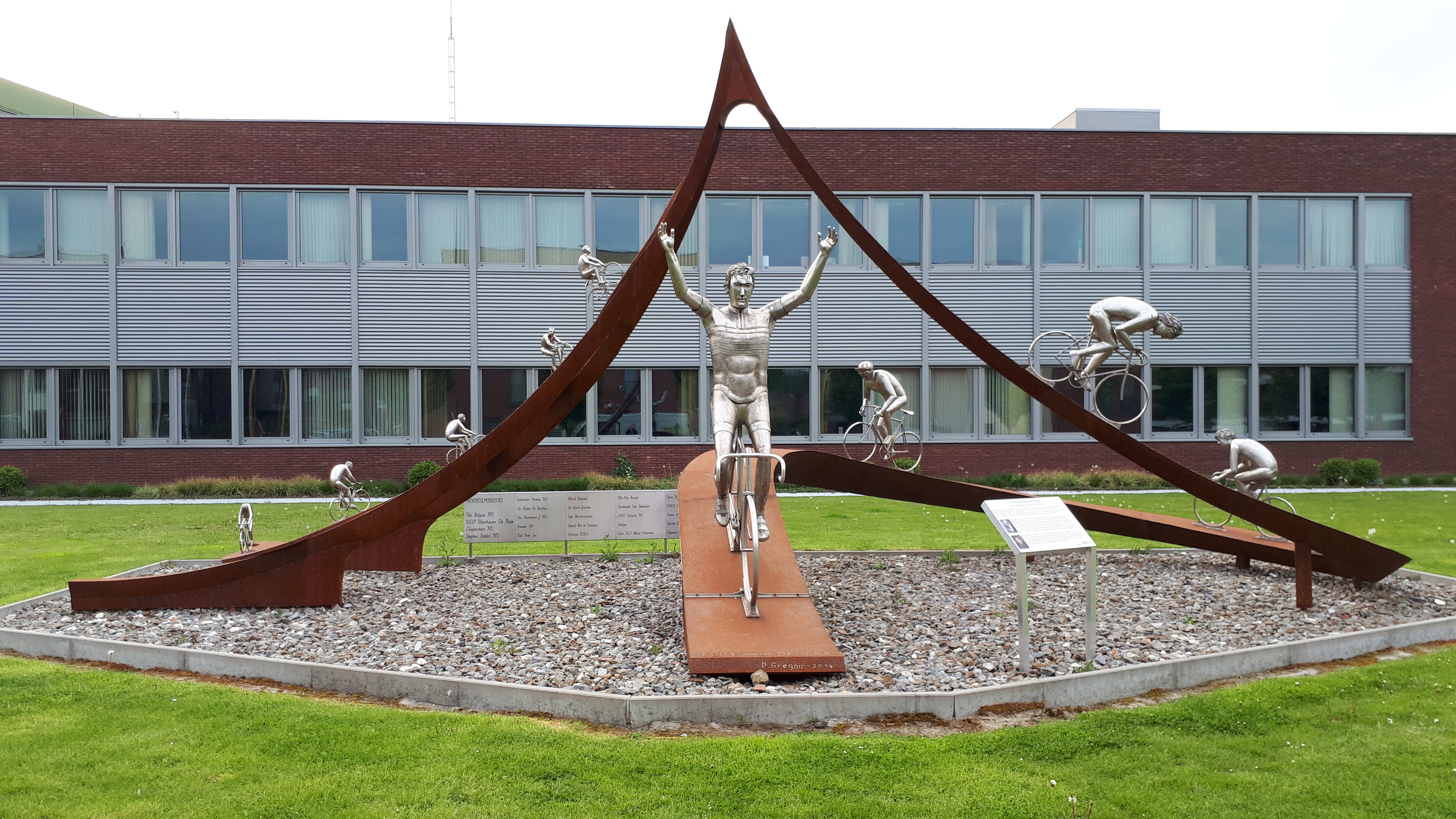
Standbeeld van Eddy Merckx in Meise

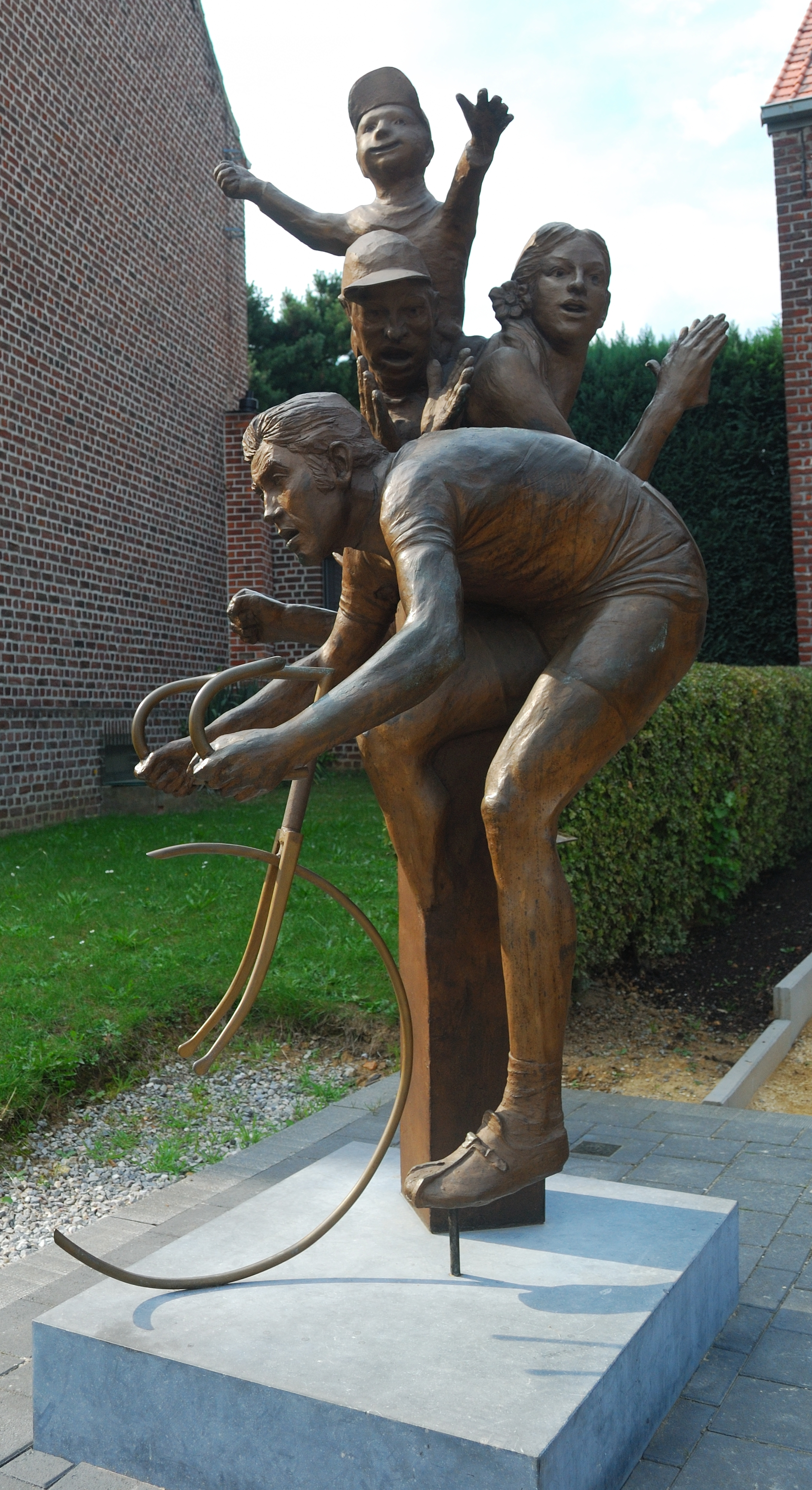
Standbeeld van Eddy Merckx nabij zijn geboortehuis in Meensel-Kiezegem

### Eretekens
- Ridder van het Legioen van Eer in Frankrijk: 1975[60]
- Verheffing tot baron door koning Albert II: 1996[61]
- Officier in de orde van Leopold II: 1996[62]
- Commandeur van het Legioen van Eer in Frankrijk: 2011[63]

- Eredoctoraat aan de Vrije Universiteit Brussel: 2011
- Ridder in de Italiaanse Orde van Verdienste[64]
- Zilveren Medaille van de Olympische Orde

### Sportprijzen en onderscheidingen
- Nationale trofee voor sportverdienste: 1967[65]
- Belgisch sportman van het jaar: 1969, 1970, 1971, 1972, 1973, 1974[66]
- PAP Europees sportman van het jaar: 1969, 1970[65]
- Wereldwijd sportman van het jaar: 1969, 1971, 1974[65]
- Académie des sports-prijs:1969
- Zwitserse Mendrisio d'or-prijs: 1972, 2011
- Gan Challenge: 1973, 1974, 1975[67]
- Belgisch sportman van de 20e eeuw: 1999[68]
- Reuters 7e sportpersoonlijkheid van de eeuw: 1999[69]
- Wereldwijd Sportman van de Eeuw (2e plaats): 1999[70]
- UCI Beste wielrenner van de 20e eeuw: 2000[71]
- Marca Legende: 2000[72]
- Procyclingstats.com - Ranglijst Aller Tijden (1e plaats) (283 overwinningen)[73]
- UCI Hall of Fame: 2002[74]
- UCI Top 100 aller tijden (1e plaats)
- Memoire du Cyclisme - Ranglijst van de grootste wielrenners (1e plaats): 2002[75]
- De Grootste Belg (3e plaats): 2005[76]
- Bleacher Report - Top 20 meest dominante atleten van de eeuw: 2010[77]
- Bleacher Report - 1ste plaats Top 25 beste Tour de France renners aller tijden: 2011[78]
- Italiaanse Sport en Beschaving award: 2011[79]
- 1e lid van de Giro Hall of Fame: 2012[80]
- Topito De grootste wielrenner aller tijden: 2012[81]
- BOIC Orde van Verdienste in België: 2013[82]
- L'Équipe Trofee Champion des Champions de Légende: 2014[83]
- Velonews De grootste wielrenner aller tijden : 2019[84]
- Wiggle Ltd. De beste wielrenner aller tijden: 2020[85]
- Eurosport De grootste wielrenner in het algemeen klassement aller tijden: 2020[86]
- Cyclingranking: 1ste plaats in het algemeen klassement: 2022[87]
- Vélo d’Or d’Honneur, ontvangen in 2023 omwille van het feit dat de trofee pas bestaat sinds 1992. Toen Eddy Merckx gestopt was met wielrennen.[88]

### Beeldende kunst
- Standbeeld op de Stockeu in Stavelot: 1993[89]
- Vélodrome Eddy Merckx in Mourenx: 1999[90]
- Metrostation Eddy Merckx in Brussel: 2003[91]
- Vlaams Wielercentrum Eddy Merckx in Gent: 2006[92]
- Standbeeld in Meise: 2015[93]
- Standbeeld in Meensel-Kiezegem: 2015[94]
- Eddy Merckxplein in Sint-Pieters-Woluwe: 2019[95]
- Monument ter ere van Eddy Merckx, in Lettelingen: 2023. De plaats waar hij op 1 oktober 1961 zijn eerste wielerwedstrijd won.[96]

### Evenementen
- Grote Prijs Eddy Merckx
- Eddy Merckx Classics (Chiba Alpencup)
- Tourstart in Brussel ter ere van Eddy Merckx: 2019[97]

## Trivia
- Merckx won nooit Parijs-Tours. Dit bracht Noël Vantyghem, die wel een keer Parijs-Tours won, tot de uitspraak: "Samen met Eddy Merckx won ik alle klassiekers die er te winnen waren. Ik Parijs-Tours en hij al de rest."
- In 2000 riep het blad Knack Merckx uit tot "Belg van de eeuw".
- In American Flyers, een Amerikaanse film over wielrennen uit 1985, had Eddy Merckx een cameo als "zichzelf" en gaf het startschot voor een belangrijke wielerwedstrijd.
- In de stripreeks Asterix komt Merckx in het album Asterix en de Belgen voor als "een van de snelle renners die door de Belgen worden uitgestuurd om de andere stammen ervan op de hoogte te brengen dat ze tegen Julius Caesar gaan vechten".
- In het Suske en Wiske-album Het kostbare kader uit 1996 speelt Merckx een gastrol.
- In een album van de stripreeks Robert en Bertrand wordt Merckx getoond als een jongetje dat zeer snel kan rijden op zijn driewielertje.
- De Vlaamse popgroep Fixkes schreef in 2014 een lied met de titel Eddy Merckx Nonkel Frans.
- In het boek Dr. Proktors Teletijdtobbe van Jo Nesbø speelt Merckx een rol in een van de vele gemaakte tijdreizen in het boek, namelijk die naar 1969, het jaar waarin hij de Ronde van Frankrijk won.
- Eddy Merckx is verre familie van actrice Marleen Merckx. Hun betovergrootvaders waren neven.